# Pantanopsis diehli
Pantanopsis diehli är en fjärilsart som beskrevs av Sergius G. Kiriakoff 1974. Pantanopsis diehli ingår i släktet Pantanopsis och familjen tandspinnare. Inga underarter finns listade i Catalogue of Life.